# Brevipalpus filifolia
Brevipalpus filifolia är en spindeldjursart som beskrevs av Baker, Tuttle och Abbatiello 1975. Brevipalpus filifolia ingår i släktet Brevipalpus och familjen Tenuipalpidae. Inga underarter finns listade.